# Satz von Peano
Der Satz von Peano ist ein Satz aus der Theorie der gewöhnlichen Differentialgleichungen. Er gibt eine einfache Voraussetzung an, unter der das Anfangswertproblem (mindestens) eine lokale Lösung besitzt. Dieser Satz wurde 1886 vom Mathematiker Giuseppe Peano mit einem fehlerhaften Beweis veröffentlicht. 1890 lieferte er einen korrekten Beweis nach.
Gegenüber dem Existenz- und Eindeutigkeitssatz von Picard-Lindelöf hat der Existenzsatz von Peano den Vorteil, dass er schwächere Voraussetzungen besitzt. Dafür macht er keine Aussage bezüglich der Eindeutigkeit der Lösung.
Besitzt man erst einmal eine (lokale) Lösung, so kann man aus dieser in einem zweiten Schritt auf die Existenz einer nicht-fortsetzbaren Lösung schließen. In dieser Hinsicht ist der Satz von Peano ein erster Schritt für die Existenztheorie einer Differentialgleichung.

## Formulierung
Sei {\displaystyle F\colon G\to \mathbb {R} ^{n}} eine stetige Funktion. Ihr Definitionsbereich {\displaystyle G} sei eine {\displaystyle [a,b]\times {\overline {B}}\left(y_{0},R\right)} umfassende Teilmenge von {\displaystyle \mathbb {R} \times \mathbb {R} ^{n}}. Dabei bezeichne {\displaystyle {\overline {B}}\left(y_{0},R\right)} die abgeschlossene Kugel um {\displaystyle y_{0}\in \mathbb {R} ^{n}} mit Radius {\displaystyle R>0}, d. h.
{\displaystyle {\overline {B}}\left(y_{0},R\right):=\{z\in \mathbb {R} ^{n}\mid \|z-y_{0}\|\leq R\}}.
Dann gibt es zu jedem Anfangswertproblem {\displaystyle \ y(a)=y_{0}} der Differentialgleichung {\displaystyle y'(t)=F(t,y(t))} wenigstens eine lokale Lösung. Genauer heißt das, dass es ein {\displaystyle \alpha >0} gibt und eine stetig differenzierbare Funktion {\displaystyle y\colon [a,a+\alpha ]\to \mathbb {R} ^{n}}, die zwei Bedingungen erfüllt:
- Für alle {\displaystyle t\in [a,a+\alpha ]} liegt der Punkt {\displaystyle (t,y(t))} in {\displaystyle G}.
- Für alle {\displaystyle t\in [a,a+\alpha ]} ist die Differentialgleichung {\displaystyle y'(t)=F(t,y(t))} erfüllt.

Ein solches {\displaystyle \alpha >0} kann man genau angeben: Auf der abgeschlossenen und beschränkten Menge {\displaystyle [a,b]\times {\overline {B}}\left(y_{0},R\right)} besitzt die stetige Funktion {\displaystyle \|F\|} einen maximalen Wert, setze
{\displaystyle M:=\max\{\|F(x,y)\|\mid (x,y)\in [a,b]\times {\overline {B}}\left(y_{0},R\right)\}}.
Diese Zahl ist eine Schranke für die Steigung einer möglichen Lösung. Man wähle nun
{\displaystyle \alpha :=\min \left\{b-a,{\frac {R}{M}}\right\}>0\ .}
Dann existiert (mindestens) eine Lösung des Anfangswertproblems
{\displaystyle y'=F(x,y)\ ,\ y(a)=y_{0}}
auf dem Intervall {\displaystyle [a,a+\alpha ]} mit Werten in {\displaystyle {\overline {B}}\left(y_{0},R\right)}.
Bemerkung: Analog können komplexe Differentialgleichungen betrachtet werden, indem man Real- und Imaginärteil einer komplexen Komponente als eigenständige reelle Komponente betrachtet, d. h., indem {\displaystyle \mathbb {C} ^{n}}, die komplexe Multiplikation vergessend, mit dem {\displaystyle \mathbb {R} ^{2n}} identifiziert wird.

## Für reelle Banachräume
{\displaystyle X} sei ein reeller Banachraum und {\displaystyle f\colon [0,T]\times X\to X} stetig und kompakt.
Zu jedem Anfangswert {\displaystyle x_{0}\in X} existieren dann ein {\displaystyle \tau >0} und eine Lösung {\displaystyle x\in C^{1}([0,\tau ],X)} der gewöhnlichen Differentialgleichung
{\displaystyle x'(t)=f(t,x(t))}
mit {\displaystyle x(0)=x_{0}}.
Bemerkung: Im Falle {\displaystyle \dim(X)<\infty } folgt aus der Stetigkeit die Kompaktheit von {\displaystyle f}.

## Beweisskizze des endlichdimensionalen Falles
Dieser Satz wird in zwei Teilen bewiesen. Im ersten Schritt besorgt man sich mit Hilfe des eulerschen Polygonzugverfahrens zu jedem {\displaystyle \varepsilon >0} spezielle {\displaystyle \varepsilon }-Näherungslösungen dieser Differentialgleichung, genauer: Man konstruiert eine stückweise stetig differenzierbare Funktion {\displaystyle y_{\varepsilon }\in C([a,a+\alpha ];{\overline {B}}(y_{0},R))} mit {\displaystyle y_{\varepsilon }(a)=y_{0}}, welche
{\displaystyle \|y_{\varepsilon }'(x)-F(x,y_{\varepsilon }(x))\|\leq \varepsilon }
in jedem Differenzierbarkeitspunkt erfüllt sowie die Gleichstetigkeitsbedingung
{\displaystyle \|y(t)-y(s)\|\leq M|t-s|}
für alle {\displaystyle s,t\in [a,a+\alpha ]}.
Im zweiten Schritt zeigt man mit Hilfe des Satzes von Arzelà-Ascoli, dass es eine gleichmäßig konvergente Teilfolge {\displaystyle (y_{\varepsilon _{j}})_{j\in \mathbb {N} }} gibt. Von ihrer Grenzfunktion {\displaystyle y} zeigt man dann, dass sie die Integralgleichung
{\displaystyle y(x)=y_{0}+\int _{a}^{x}F(s,y(s)){\rm {d}}s}
erfüllt. Aus dem Fundamentalsatz der Analysis folgt dann, dass {\displaystyle y} stetig differenzierbar ist und der Differentialgleichung {\displaystyle \ y'(x)=F(x,y(x))} genügt.

## Beweisskizze für reelle Banachräume
Wir betrachten die entsprechende Volterra-Integralgleichung für {\displaystyle t\in [0,\tau ]}:
{\displaystyle x(t)=x_{0}+\int _{0}^{t}f(s,x(s))ds}.
Wir definieren den Operator
{\displaystyle T\colon C^{0}([0,\tau ],B_{1}(x_{0}))\to C^{0}([0,\tau ],B_{1}(x_{0})),x\mapsto {\bigg (}t\mapsto x_{0}+\int _{0}^{t}f(s,x(s))ds{\bigg )}}.
Dieser Operator ist stetig bezüglich der Supremumsnorm, da {\displaystyle {\overline {f([0,1]\times B_{2}(x_{0}))}}\subset X} kompakt und somit beschränkt ist. Des Weiteren ist {\displaystyle \tau :=\min(1,(\sup _{[0,1]\times B_{2}(x_{0})}|f|)^{-1})}.
Mittels des Satzes von Arzelà-Ascoli kann man zeigen, dass {\displaystyle T(C^{0}([0,\tau ],B_{1}\left(x_{0}\right)))} relativ kompakt bezüglich der Supremumsnorm in {\displaystyle C^{0}([0,\tau ],X)} ist.
Also ist {\displaystyle T} eine stetige Funktion, die von einer abgeschlossenen, konvexen Teilmenge {\displaystyle K\subset X} in eine kompakte Teilmenge {\displaystyle C\subset K} abbildet.
Somit besitzt {\displaystyle T} mindestens einen Fixpunkt nach dem Fixpunktsatz von Schauder. Jeder dieser Fixpunkte ist Lösung der Volterra-Integralgleichung und damit der Differentialgleichung.

## Beispiele
Der Satz von Peano sagt nichts über die Eindeutigkeit aus. Hierfür ein Beispiel:
{\displaystyle y'(t)={\sqrt {|y(t)|}}} mit Anfangswert {\displaystyle y(0)=0}, d. h. {\displaystyle f(t,y(t))=f(y(t))={\sqrt {|y(t)|}}}, eine autonome Differentialgleichung. Sie erfüllt die Voraussetzungen von Peano, denn die Wurzelfunktion ist beschränkt und stetig. Daher existiert eine Lösung, diese ist jedoch nicht eindeutig.
Setze {\displaystyle y_{1}(t)=0}, dann sind {\displaystyle y_{1}(0)=0} und {\displaystyle y_{1}'(t)=0={\sqrt {|0|}}={\sqrt {|y(t)|}}} erfüllt.
Das gilt aber auch für
{\displaystyle y_{2}(t)={\frac {t\left|t\right|}{4}}}, denn {\displaystyle y_{2}(0)=0} und {\displaystyle y'_{2}(t)={\sqrt {\left|{\frac {t^{2}}{4}}\right|}}={\frac {\left|t\right|}{2}}=y_{2}'(t)}.
Wird jedoch der Begriff der Stetigkeit um die sog. Lipschitz-Bedingung an die Funktion {\displaystyle f} erweitert, dann existiert eine eindeutig bestimmte Lösung nach dem Satz von Picard-Lindelöf.